# 傅新华
傅新华（1963年—），汉族，中华人民共和国政治人物、第十一届全国政协委员。
担任上海市工商联副主席、上海广电有限公司总裁。2008年，当选第十一届全国政协委员，代表科学技术界，分入第三十组。